# Município de Cynthian
Localização do Ohio nos E.U.A.
O município de Cynthian (em inglês: Cynthian Township) é um município localizado no condado de Shelby no estado estadounidense de Ohio. No ano 2010 tinha uma população de 1991 habitantes e uma densidade populacional de 24,55 pessoas por km².

## Geografia
O município de Cynthian encontra-se localizado nas coordenadas 40° 17′ 51″ N, 84° 20′ 58″ O. Segundo a Departamento do Censo dos Estados Unidos, o município tem uma superfície total de 81.09 km², da qual 80.44 km² correspondem a terra firme e (0.8%) 0.65 km² é água.

## Demografia
Segundo o censo de 2010, tinha 1991 pessoas residindo no município de Cynthian. A densidade de população era de 24,55 hab./km².